# گندمان (سنندج)
گندمان (سنندج)، روستایی از توابع بخش مرکزی شهرستان سنندج در استان کردستان ایران است.

## جمعیت
این روستا در دهستان آبیدر قرار دارد و براساس سرشماری مرکز آمار ایران در سال ۱۳۸۵، جمعیت آن ۱۹۰ نفر (۵۱خانوار) بوده‌است.